# Shockwave
Shockwave är ett datorprogram ursprungligen utvecklat av Macromedia 1993. Programmet används för att spela upp animationer och filmer på internet. Shockwave är även mycket populärt att använda i online-spel som man kör i webbläsaren.
1995 lanserades Shockwave player till Netscapes webbläsare vilket innebar ett uppsving för onlinespel. Med hjälp av programmet kunde användare då börja spela spel mot varandra via webbläsare. År 2001 hade 200 miljoner människor programmet installerat. År 2016 var siffran 450 miljoner användare, trots att Shockwave minskat i betydelse. År 2005 köptes Macromedia av Adobe Systems.